# Solo (Peter-Heppner-Album)
solo ist das Debütalbum des deutschen Synthiepop-Sängers Peter Heppner.

## Entstehung und Artwork
Alle Lieder des Albums solo wurden von Heppner selbst geschrieben und komponiert, wobei er bei den Kompositionen nur für die Gesangskomposition zuständig war. Die meisten Kompositionen entstanden in Zusammenarbeit mit dem deutschen Musiker José Alvarez-Brill sowie dem Produzenten-Trio 3typen (bestehend aus: Tom Albrecht, Dior Da Silva und Marc Kaschke). Sie waren an insgesamt vier Kompositionen beteiligt. Mit dem britischen Musiker Peter-John Vettese erarbeitete Heppner drei Kompositionen. Die deutschen Musiker Andreas Herbig, Olli Pinelli und Dirk Riegner waren jeweils an zwei Kompositionen beteiligt. Des Weiteren entstammt eine Komposition aus der Zusammenarbeit mit Lothar Manteuffel. Die Autoren Albrecht, Herbig und Pinelli waren schon als Produzenten für Heppner und seinem ehemaligen Bandprojekt Wolfsheim tätig. Produziert und programmiert wurden die meisten Titel des Albums durch Vettese (7 Titel); bei der Programmierung („Additional Programming“) erhielt er Unterstützung von Mark „Tufty“ Evans. Alvarez-Brill produzierte und programmierte drei Stücke; wobei ihm das Produzenten-Trio 3typen zur Seite stand. Für zwei limitierte Auflagen des Albums produzierte Thommy Hein jeweils ein Stück. Das Stück Walter (London or Manchester) wurde durch Nikolas Nohn arrangiert; zusätzliche Orchester Arrangements („Additional Orchester Arrangements“) stammen von Alvarez-Brill. Das Mastering erfolgte durch Master & Servant in Hamburg, unter der Leitung von Tom Meyer. Die Abmischung sowie das abschließende Engineering erfolgte durch das Produzenten-Trio 3typen, Alvarez-Brill, Mark „Tufty“ Evans und Hein im Londoner Wispington Studio. Die Arbeiten am Album zogen sich insgesamt über eineinhalb Jahre von Anfang 2007 bis Mitte 2008. Aufgenommen wurde solo von Februar bis Mai 2008 in den Berliner Tonstudios Pleasurepark und Thommy Hein Tonstudio (Februar bis März 2008), sowie dem Londoner Aufnahmestudio Area 21 (April bis Mai 2008). solo wurde unter dem Musiklabel Warner Bros. Records sowie den Musikverlagen Art 4 Art Music Edition, Edition Pleasure Park, Edition Songs of Tro, dem Hanseatic MV und dem pH-Werk Musikverlag veröffentlicht und vertrieben.
Für das Begleitheft und das Coverbild wurde Heppner zum einen in einem schwarzen und zum anderen in einem weißen Outfit, während er auf einem Hocker sitzt, abgelichtet. Auf dem Cover des Albums ist – neben Künstlernamen und Albumtitel – lediglich Heppner zu sehen. Es ist in schwarz-weiß gehalten und setzt sich aus zwei verschiedenen Fotografien zusammen, die sich in der Mitte des Covers treffen bzw. unterteilt sind. Auf der linken Coverhälfte sieht man Heppner aus der Frontansicht, der ein schwarzes Outfit trägt und Teile seines Gesichtes sind zu erkennen. Auf der rechten Coverhälfte trägt er ein weißes Hemd. Es zeigt ihn lediglich aus der Rückansicht, sodass nur Teile seines Rückens, während er sich eine Jacks auszieht, zu erkennen sind. Dasselbe Artwork findet sich in einer anderen Variante auf dem Coverbildern zu den Singleauskopplungen von Alleinesein und Wherever wider. Im Inneren befindet sich ein 16-seitiges Begleitheft mit Liedtexten, den Mitwirkenden und Bilder Heppners. In ebendiesen befindet sich folgendes Zitat wider: „Love won’t tear us apart, Walter“ (engl. ‚Liebe wird uns nicht auseinanderreißen, Walter‘). Bei diesem Zitat handelt es sich um eine Hommage an einen Freund Heppners, der ein Jahr zuvor verstarb. Mit ihm teilte er die gemeinsame Leidenschaft für die Musik von Joy Division. Bei dem Zitat handelt es sich um eine Abwandlung des Joy-Division-Liedes Love Will Tear Us Apart. Sämtliche Fotografien des Begleitheftes und des Covers stammen von Mathias Bothor und Dennis Neuschaefer-Rube. Das Design-Konzept stammt von HORT-Berlin.

## Veröffentlichung und Promotion
Die Erstveröffentlichung von solo erfolgte am 12. September 2008 in Deutschland, Österreich und der Schweiz. Das Album besteht aus zehn neuen Studioaufnahmen und ist als CD sowie Download erhältlich. Europaweit erschienen neben der regulären Ausgabe zeitgleich zwei weitere limitierte Ausführungen des Albums, die neben einer zusätzlichen DVD um eine Coverversion bzw. einen Remix als Bonus-Tracks erweitert wurden. Beim Online-Versandhändler Amazon war eine limitierte Ausführung exklusiv mit einem zusätzlichen Originalautogramm Heppners auf dem Booklet erhältlich. Europaweit erschien bereits vor der offiziellen Veröffentlichung ein Promo-Tonträger zu solo.

## Hintergrund
Die Entscheidung, zu diesem Zeitpunkt ein Soloalbum zu machen, sei eigenen Aussagen zufolge „ein bisschen ad hoc“ gewesen. Die Idee selbst sei schon länger da gewesen. Allerdings sei es nicht unbedingt seine Idee gewesen, sondern es war eher so, dass er im Grunde genommen seit Beginn seiner Karriere oft dazu angefragt wurde. Im Dezember 2005 unterzeichnete Heppner schließlich seinen ersten Solovertrag bei Marner Music. 2007 begann er mit den Arbeiten an ebendiesen. Seinem ehemaligen Band-Kollegen Markus Reinhardt passte das nicht, weil Heppner frühestens erst 2010 wieder Zeit für das Projekt Wolfsheim haben würde. Aus diesem Grund versuchte Reinhardt seinen langjährigen Band-Kollegen aus dem gemeinsamen Bandprojekt auszuschließen und klagte zu diesem Zweck vor dem Landgericht Hamburg. Die Klage wurde jedoch abgewiesen, ebenso die Revision vor dem zuständigen Oberlandesgericht. Heppner betonte wiederholt in Interviews, dass er auch weiterhin sehr an einer Fortführung von Wolfsheim interessiert sei.
Nach eigener Aussage fiel der Entschluss dazu, das Album solo zu nennen, um sich musikalisch vom noch nicht beendeten Kapitel Wolfsheim zu distanzieren.

## Inhalt
Alle Liedtexte des Albums sind in deutscher oder englischer Sprache verfasst und stammen von Peter Heppner. Die Kompositionen tätigte Heppner allesamt zusammen mit wechselnden Komponisten. Musikalisch bewegen sich die Lieder im Bereich des Elektro- und Synthiepops. Das reguläre Album besteht aus zehn neu eingespielten Titeln. Die limitierten Auflagen beinhalten neben einer zusätzlichen DVD eine Coverversion bzw. einen Remix als Bonus-Track.  Eine Ausführung beinhaltet eine Coverversion des Liedes Vorbei, welches in einer neuen Rockversion eingespielt wurde. Die Neuaufnahme entstand gemeinsam mit der deutschen Rockband moonrise. Auf einer zweiten limitierten Ausführung des Albums befindet sich mit Being Me (Berlin Nighttime Version) ein Remix des Originals, der von Thommy Hein getätigt wurde. An den Instrumenten – unter anderem am Keyboard – sind die 3typen, José Alvarez-Brill und Peter-John Vettese zu hören. Ausnahme ist die Coverversion zu Vorbei, hierbei wurden die Instrumente von der Band moonrise selbst eingespielt.
| #    | Titel                               | Autor(en)                                                                    | Produzent(en)                                                                | Länge |
| ---- | ----------------------------------- | ---------------------------------------------------------------------------- | ---------------------------------------------------------------------------- | ----- |
| 1    | Easy                                | Peter Heppner, Peter-John Vettese                                            | Peter-John Vettese                                                           | 5:22  |
| 2    | Alleinesein                         | Tom Albrecht, José Alvarez-Brill, Dior Da Silva, Peter Heppner, Marc Kaschke | José Alvarez-Brill, Tom Albrecht (Ko), Dior Da Silva (Ko), Marc Kaschke (Ko) | 3:22  |
| 3    | Suddenly                            | Peter Heppner, Dirk Riegner                                                  | Peter-John Vettese                                                           | 4:40  |
| 4    | Vorbei                              | Tom Albrecht, José Alvarez-Brill, Dior Da Silva, Peter Heppner, Marc Kaschke | José Alvarez-Brill, Tom Albrecht (Ko), Dior Da Silva (Ko), Marc Kaschke (Ko) | 3:31  |
| 5    | Being Me                            | Peter Heppner, Andreas Herbig, Olli Pinelli                                  | Peter-John Vettese                                                           | 5:26  |
| 6    | I Hate You                          | Peter Heppner, Peter-John Vettese                                            | Peter-John Vettese                                                           | 4:30  |
| 7    | No Matter What It Takes             | Peter Heppner, Peter-John Vettese                                            | Peter-John Vettese                                                           | 4:27  |
| 8    | Walter (London or Manchester)       | Tom Albrecht, José Alvarez-Brill, Dior Da Silva, Peter Heppner, Marc Kaschke | José Alvarez-Brill, Tom Albrecht (Ko), Dior Da Silva (Ko), Marc Kaschke (Ko) | 4:25  |
| 9    | Wherever                            | Peter Heppner, Dirk Riegner                                                  | Peter-John Vettese                                                           | 4:13  |
| 10   | Das geht vorbei…                    | Peter Heppner, Lothar Manteuffel                                             | Peter-John Vettese                                                           | 4:21  |
|      | Limited-Edition (1. Version)        |                                                                              |                                                                              |       |
| 11.1 | Vorbei (feat. moonrise)             | Tom Albrecht, José Alvarez-Brill, Dior Da Silva, Peter Heppner, Marc Kaschke | Thommy Hein                                                                  | 3:41  |
|      | Limited-Edition (2. Version)        |                                                                              |                                                                              |       |
| 11.2 | Being Me (Berlin Nighttime Version) | Peter Heppner, Andreas Herbig, Olli Pinelli                                  | Thommy Hein                                                                  | 4:26  |
|      | Limited-Edition (DVD)               |                                                                              |                                                                              |       |
| 1    | Making of solo                      |                                                                              |                                                                              | 38:34 |

## Tourneen
Um das Album zu präsentieren und zu bewerben, spielte Heppner zwischen 2009 und 2010 zwei Tourneen. Zunächst erfolgte die Solo Tour im Jahr 2009. Hierbei handelte es sich um die erste Tournee Heppners als Solo-Künstler. Die Tour erstreckte sich über drei Monate vom 15. Januar bis 4. April und führte ihn durch 14 Städte in zwei Ländern. Ursprünglich sollte die Tournee bereits Ende 2008 stattfinden, letztendlich wurde der Toutstart jedoch ins neue Jahr verlegt. Der neue Tourplan für 2009 sah zunächst 22 Konzerte in drei Ländern vor, letztendlich wurden wegen Fehler in der Organisation acht Konzerte abgesagt und weitere Konzerte in kleinere Konzertsäle verschoben. Heppner trat während dieser Tour erstmals in Russland auf. Während der Konzertreihe präsentierte Heppner im ersten Teil der Zugabe mit dem Yazoo-Cover Mr. Blue ein neues Stück.
Bei der anschließenden Clubtour handelte es sich um eine Tournee, bei der Konzerte in Teilen Deutschlands gespielt werden sollten, welche bei der vorangegangenen solo Tour aufgrund von organisatorischen Angelegenheiten unterrepräsentiert waren. Die Tour erstreckte sich über mehrere Monate und erfolgte in zwei Abschnitten im Jahr 2010. Sie führte Heppner durch zwölf deutsche Städte sowie für ein Konzert nach Athen in Griechenland. Alle Clubs haben ein Fassungsvermögen von etwa 400 bis 600 Zuschauer. In Griechenland war es das erste Konzert Heppners als Solo-Künstler sowie das zweite Konzert seiner Karriere. Mit der deutschen Synthiepop-Band Melotron spielte erstmals eine Vorband während eines Konzertes von Heppner. Während der Tour präsentierte Heppner mit God Smoked ein neues Stück. Nachdem er das Lied zunächst nur während dieser Tour sang, war es ein Jahr später Teil des Soundtracks zu GOD SMOKED – A Mindtrip with Howard Marks und wiederum ein Jahr später Teil des zweiten Studioalbums My Heart of Stone.

## Singleauskopplungen
Bereits eine Woche vor der Veröffentlichung von solo erschien mit Alleinesein die erste Singleauskopplung des Albums am 5. September 2008. Die reguläre Maxi-Single erschien als digitale und physische Single und beinhaltet neben der Radioversion eine von Paul van Dyk getätigte Remixversion sowie das Musikvideo zu Alleinesein als B-Seite. Die digitale Maxi-Single beinhaltet anstatt des Musikvideos einen zweiten Remix zu Alleinesein vom Hamburger DJ Azzido Da Bass. Neben der regulären Maxi-Single erfolgte zeitgleich die Veröffentlichung einer 2-Track-Single. Diese beinhaltet neben Alleinesein ein Snippet und Kommentar zum Album solo. Als Beilage beinhaltet die 2-Track-Single einen Code, der den kostenlosen Download des Album-Snippets erlaubt. Die Single schaffte den Charteinstieg in Deutschland und erreichte in neun Chartwochen mit Position 16 seine höchste Notierung.
Rund vier Wochen nach der Veröffentlichung erschien mit Wherever die zweite und letzte Singleauskopplung des Albums. Die Single erschien lediglich als Einzeldownload am 27. Januar 2009. Im Gegensatz zu Alleinesein wurde hierfür kein Musikvideo gedreht. Die Single verfehlte einen Charteinstieg.

## Mitwirkende
Albumproduktion
- Tom Albrecht: Abmischung (Lieder: 2, 4, 8), Arrangement (Lied 8), Engineering (Lieder: 2, 4, 8), Instrumentalisierung (Lieder: 2, 4, 8), Komponist (Lieder: 2, 4, 8, 11.1), Koproduzent (Lieder: 2, 4, 8), Programmierung (Lieder: 2, 4, 8)
- José Alvarez-Brill: Abmischung (Lieder: 2, 4, 8), Arrangement (Lied 8), Engineering (Lieder: 2, 4, 8), Instrumentalisierung (Lieder: 2, 4, 8), Komponist (Lieder: 2, 4, 8, 11.1), Musikproduzent (Lieder: 2, 4, 8), Programmierung (Lieder: 2, 4, 8)
- Dior Da Silva: Abmischung (Lieder: 2, 4, 8), Engineering (Lieder: 2, 4, 8), Instrumentalisierung (Lieder: 2, 4, 8), Komponist (Lieder: 2, 4, 8, 11.1), Koproduzent (Lieder: 2, 4, 8), Programmierung (Lieder: 2, 4, 8)
- Mark “Tufty” Evans: Abmischung (Lieder: 1–11), Engineering (Lieder: 1, 3, 5–7, 9–10), Programmierung (Lieder: 1, 3, 5–7, 9–10)
- Thommy Hein: Abmischung (Lied 11), Engineering (Lied 11), Musikproduzent (Lied 11)
- Peter Heppner: Gesang (Lieder: 1–11), Komponist (Lieder: 1–11), Liedtexter (Lieder: 1–11)
- Andreas Herbig: Komponist (Lieder: 5, 11.2)
- Marc Kaschke: Abmischung (Lieder: 2, 4, 8), Engineering (Lieder: 2, 4, 8), Instrumentalisierung (Lieder: 2, 4, 8), Komponist (Lieder: 2, 4, 8, 11.1), Koproduzent (Lieder: 2, 4, 8), Programmierung (Lieder: 2, 4, 8)
- Lothar Manteuffel: Komponist (Lied 10)
- Tom Meyer: Mastering (Lieder: 1–11)
- moonrise: Gesang (Lied 11), Instrumentalisierung (Lied 11)
- Nikolas Nohn: Arrangement (Lied 8)
- Olli Pinelli: Komponist (Lieder: 5, 11.2)
- Dirk Riegner: Komponist (Lieder: 3, 9)
- Peter-John Vettese: Instrumentalisierung (Lieder: 1, 3, 5–7, 9–10), Komponist (Lieder: 1, 6–7), Musikproduzent (Lieder: 1, 3, 5–7, 9–10), Programmierung (Lieder: 1, 3, 5–7, 9–10)

Artwork (Begleitheft + Cover)
- Mathias Bothor: Fotograf
- HORT-Berlin: Artwork
- Dennis Neuschaefer-Rube: Fotograf

Unternehmen
- Area 21: Tonstudio (Lieder: 1, 3, 5–7, 9–10)
- Art 4 Art Music Edition: Verlag (Lied 3)
- Edition Pleasure Park: Verlag (Lieder: 2, 4, 8, 11.1)
- Edition Songs of Tro: Verlag (Lieder: 2, 4, 8, 11.1)
- Hanseatic MV: Verlag (Lieder: 1–11)
- Master & Servant: Mastering (Lieder: 1–11)
- pH-Werk Musikverlag: Verlag (Lieder: 1–11)
- Pleasurepark: Tonstudio (Lieder: 2, 4, 8)
- Thommy Hein Tonstudio: Tonstudio (Lied 11)
- Warner Bros. Records: Musiklabel (Lieder: 1–11)
- Wispington Studio: Abmischung (Lieder: 1–11)

## Rezeption

### Rezensionen
Das deutschsprachige Online-Magazin laut.de bewertete das Album mit 3/5 Sternen. Artur Schulz ist der Meinung, dass „bahnbrechende“ Überraschungen in der Umsetzung ausgeblieben seinen. Das Album füge sich „rund und angenehm“ ins eigentliche Wolfsheim-Umfeld ein. Das Porträt Heppners auf dem Coverbild habe „ein wenig“ Ähnlichkeit mit Erik aus dem Phantom der Oper. Die eine Gesichtshälfte die von einem Tuch verdeckt ist, schaue dafür umso eindringlicher dem Betrachter „scharf fixierend“ ins Gesicht. Das Lied Easy verglich Schulz mit dem „eindeutigen“ Peter Heppner-Sound in „vertrauter Stilistik“. Ausgelassene Heiterkeit sei niemals Heppners Markenzeichen gewesen, doch mit Alleinesein gelinge ihm ein „Schlag“ gegen alle Klischees: Musikalisch geradezu mit heiteren Purzelbäumen ausgestattet, von „flirrenden“ und „leuchtenden Synthie-Kaskaden“ flankiert, tanze das Lied in unwiderstehlicher Manier durch die „kalt glitzernde Starre“ eines – einst mit Goethes Erben besungenen – Glasgartens. Überwiegend dominieren Moll-Akkorde das Album, etwa in Suddenly oder dem „unwiderstehlichen“ Being Me, das mit seiner herzgreifenden Hookline hoffnungsvolle „Morgensonnen-Strahlen“ über „düstere Horizonte“ sendet. Vorbei schließe „nahtlos“ an vergangene „Wolfsheim-Prunkstücke“ wie Kein zurück an. Gegen den „Schmelz“ und die „bewegende Wahrhaftigkeit“ von Heppners Stimme könne man nichts ausrichten. Nichts als der „Rückzug“ bleibe übrig, wenn Heppner Walter (London or Manchester) anrufe, und mit dem „schwelgerischen“ Wherever „endgültig“ zum „siegbringenden Schlag“ gegen die „nimmermüden, nimmersatten Mächte der Finsternis“ aushole. Das Prinzip Hoffnung schwebe selbst durch „dunkelste Akkorde“ und entführe auf „sanften Synthie-Wogen“ vorbei an „samtenen Vorhängen“ aus „verwehten Techno-Klängen“ zurück ins rettende Licht. solo tänzele „gefühlstrunken“ durch die „Widrigkeiten der Welt“, der Seele, des Herzens – doch wenn du stolpern solltest, sei ohne Furcht. Heppner sei schon da, ergreift deine Hand, bevor du tatsächlich rettungslos hinabstürzt in „unergründliche, schwarze Tiefen“, an jenem „unbarmherzigen und endgültigen“ Rande jenseits von Mitternacht.
Das deutschsprachige Online-Portal medienkonverter.de bewertete das Album mit 4/6 Sternen und kommt zu folgender Kritik: Das Werk trägt den „einfachen“ Titel solo, der genauso simpel wie bezeichnend für das Album sei. Heppner präsentiere zehn „eingängige Pop-Songs“, die zwar einen „melancholischen und nachdenklichen Grundtenor“ besitzen, aber ebenso eine Art neues Selbstbewusstsein, einen neuen Optimismus ausstrahlen. Neben Heppners „eindringlicher, markanter Stimme“, besteche das Album besonders durch die hervorragende Produktion. Doch „leider“ können all diese „handwerklichen Geschicklichkeiten“ nicht darüber hinwegtäuschen, dass sie Lieder zumeist nur „gefälliges Mittelmaß“ seien. In Interviews beschrieb Heppner, dass er seine Texte diesmal sehr direkt und ohne lyrische Umwege verfasst habe. Das stimme, doch leider schrammen die Texte dadurch oft gefährlich nahe am Kitsch vorbei. Zeilen wie „Es ist vorbei / Alles bricht entzwei“ oder „I hate you from the bottom of my heart“ mögen zwar durchaus sinnhaft und eingängig sein, allerdings würde man solche „simplen, witzlosen Phrasen“ eher Christina Stürmer, nicht aber einem „Ausnahmekünstler“ wie Heppner zuschreiben. So würden „eigentlich tolle Songs“ wie Alleinesein, I Hate You oder Being Me zu „austauschbaren Durchschnitts-Popnummern“ verkommen. Trotz „mangelnden Tiefgangs“ habe Heppner dennoch bewiesen, dass er auch im Alleingang bestehen könne. Unterm Strich bleibe solo ein „solides“ Popalbum, das einigen Charme und sehr schöne Momente hat, das die hohen Erwartungen allerdings nicht gänzlich erfüllen könne.
Das deutschsprachige E-Zine Plattentests.de bewertete solo mit sieben von zehn Punkten. Oliver Ding von der Online-Redaktion ist der Meinung, dass in solo durch Zeilen wie „Dir wird nur noch mit Spott gedankt; und jedes Wort verbogen“ oder dem „höflich geschwelgten“ I Hate You ein „wenig“ Verbitterung stecke. Dies führt Ding auf den Rechtsstreit zwischen Heppner und seinem ehemaligen Band-Kollegen Markus Reinhardt bezüglich Wolfsheim zurück. Zum Glück wüsste Wolfsheim-Produzent José Alvarez-Brill, dass Aggression nicht zu Heppner passen, und schneiderte diesen zehn „butterweiche Synthpop-Nümmerchen“ auf den „hageren Leib“. Sogar für eine Art Konzept sei Platz gewesen, denn auf solo ginge es um zahlreiche verschiedene Aggregatszustände der Einsamkeit: „knapp davor, kurz danach, bald nicht mehr, noch einmal drum herumgekommen und am liebsten genussvoll mittendrin“. Nicht zur Nebensache geraten dürfe, dass die „halbdunkle Leidenschaft“ für ein „formidables“ Popalbum sorge. Die „ohrwurmige“ Single Alleinesein sei unschwer als „Emanzipationsversuch“ erkennbar und marschiere nicht zu Unrecht geradewegs in die Charts. „Breitwandige“ Hymnen wie Being Me und Walter (London or Manchester) empfehlen sich ebenfalls für das große Publikum und bieten viel Raum für Heppners „nasale Dehnungen“. Immer wieder „frischen akustische Mätzchen“ klängen auf, und sogar ein paar Gitarren liesen sich erahnen. Das abschließende Das geht vorbei… mogele sogar den berühmten „John-Bonham-Wumms“ in seinen Groove und stelle dazu die „Coolio-erprobten“ “Pastime paradise”-Streicher von Stevie Wonder nach. Natürlich herrsche überall die große Geste vor, die solo bei „Pathosallergie“ ungenießbar machen würde. Dass sich parallel dazu in ein paar der Lieder kleine „Unzulänglichkeiten“ geschlichen hätten, sei kein wirkliches Problem: Es sei die Stimme, die wirke.

### Charts und Chartplatzierungen
solo erreichte in Deutschland Position neun der Albumcharts und konnte sich insgesamt eine Woche in den Top 10 sowie sechs Wochen in den Charts halten. In Österreich und der Schweiz blieb ein Charteintritt bis heute verwehrt. In Deutschland ist solo der erste Charterfolg Heppners in den Albumcharts als Solo-Künstler.